# Rio Coisa Boa
O rio Coisa Boa é um curso d'água que corta o povoado de Igatu, dentro do Parque Nacional da Chapada Diamantina, na cidade de Andaraí, sendo um tributário do rio Piabas, na bacia do rio Paraguaçu. Possui uma extensão de 10 km, e uma "área de drenagem de 50,04 Km²", possuindo uma diferença altimétrica de 800m, já que a nascente está a 1 100m e a foz a 300m de altitude.
O rio é um dos marcos que limitam a área tombada pelo IPHAN, na poligonal descrita no Conjunto Arquitetônico, Urbanístico e Paisagístico de Igatu e ruínas de habitações de pedra, e que "(...)abrange as ruínas de habitações de pedra localizadas entre a ponte sobre o rio Coisa Boa e a margem esquerda em direção à trilha do antigo garimpo local". Foi um dos pontos onde os diamantes da Chapada foram descobertos e minerados, a partir de 1841, sendo então formado o povoado de "Coisa Boa", como noticiou um jornal australiano em 1842.
Como atração turística o rio possui, além das ruínas, um setor para escaladas em variados níveis de dificuldade, também um balneário no Poço da Madalena, a uma altitude de 710 metros. Tem como afluentes os córregos Viturino e Caba Saco e os rios Tamburi, Laranjeiras e Trianguinho; em alguns de seus trechos foi constatada a presença de sedimentos, possivelmente originados da atividade de garimpo ainda existente.